# Melitaea kazanskyi
Melitaea kazanskyi är en fjärilsart som beskrevs av Krulikovski 1901. Melitaea kazanskyi ingår i släktet Melitaea och familjen praktfjärilar. Inga underarter finns listade i Catalogue of Life.